# Rachael Leigh Cook
Rachael Leigh Cook, född 4 oktober 1979 i Minneapolis i Minnesota, är en amerikansk skådespelare och modell.

## Biografi
Cook växte upp i Minneapolis i Minnesota. Vid tio års ålder började hon som modell i olika reklamannonser, exempelvis för hundkex. 1995 gjorde hon sin filmdebut i Barnvaktsklubben. 1998 var hon med i en uppmärksammad reklamfilm som visade farorna med droger – hon krossar först ett ägg med en stekpanna och slår sedan sönder hela köket.
Följande år, 1999, kom hennes stora genombrott i filmen She's All That, en komedi där en kille slår vad om att han kan göra om skolans askunge till en prinsessa. Cook hade också huvudrollen i Josie and the Pussycats, en film om ett rockband som får skivkontrakt. Därefter har Cooks filmkarriär främst bestått av roller i olika independentfilmer samt dubbat tecknad film.
Hon har tidigare varit gift med skådespelaren Daniel Gillies. De har två barn tillsammans.

## Filmografi
- 1995 – Tom and Huck
- 1995 – Barnvaktsklubben
- 1996 – Carpool
- 1996 – 26 Summer Street
- 1997 – The Eighteenth Angel
- 1997 – The House of Yes
- 1998 – Living Out Loud
- 1998 – The Naked Man
- 1998 – Strike
- 1999 – The Bubmlebee Flies Away
- 1999 – The Hi-Line
- 1999 – She's All That
- 2000 - Get Carter
- 2001 – Tangled
- 2001 – Texas Rangers
- 2001 – Josie and the Pussycats
- 2001 – Blow Dry
- 2001 – AntiTrust
- 2002 – 29 Palms
- 2002 – Sally
- 2002 – Scorched
- 2003 – The Big Empty
- 2003 – Tempo
- 2003 – Bookies
- 2003 – 11:14
- 2004 – American Crime
- 2007 – Nancy Drew
- 2009 – The Lodger